# Eduard Reinacher
Eduard Reinacher (* 5. April 1892 in Straßburg; † 16. Dezember 1968 in Stuttgart-Bad Cannstatt) war ein elsässisch-deutscher Lyriker, Hörspielautor, Erzähler und Dramatiker.

## Leben
Reinacher wuchs in Straßburg im Elsass auf. Nach dem Besuch des Gymnasiums studierte er zunächst an der Universität Straßburg Philosophie, musste dies jedoch aufgrund Ausbruchs des Ersten Weltkrieges abbrechen. Nach Kriegsende war er als Journalist tätig, zunächst in Köln, dann Straßburg, Ludwigshafen am Bodensee, Aichelberg bei Esslingen, Freiburg im Breisgau, schließlich dauerhaft in Stuttgart. Seit 1923 war er verheiratet mit der Keramikerin Dorkas Reinacher-Härlin, die ihn in Stuttgart in einem Freundeskreis kennengelernt hatte, zu dem Oskar Schlemmer, Paul Hindemith, Franz Frank und andere Künstler der damaligen Avantgarde zählten. Ab 1932 wurde Eduard Reinacher in Köln auch kurzzeitig als Dramaturg bei der WERAG, dem Vorläufer des WDR, engagiert.

## Werke
Sein literarisches Werk ist vielfältig, umfasst z. B. Hörspiele, Balladen, Liebeslyrik, Satiren, Schwänke, Totentanzgedichte, Lügengeschichten, Trauerspiele und Schlüsselromane. Viele der Ausgaben sind künstlerisch aufwendig gestaltet. Sein Hauptmetier war jedoch die Lyrik. Einige Gedichte wurden von Paul Hindemith vertont. Motivisch ist das Thema Tod dabei mehrfach vertreten. Die Funkdichtung Der Narr mit der Hacke gilt, weniger aufgrund ihrer textuellen Qualität, sondern hauptsächlich wegen der Art der akustischen Inszenierung durch Ernst Hardt, bis heute als eine der wichtigsten experimentellen Leistungen im Hörspiel der Weimarer Republik. Reinachers Nachlass ist im Literaturarchiv Saar-Lor-Lux-Elsass überliefert.
- Werwolf (Kriegstagebuch). 1917
- Robinson (Erzählung). 1920
- Die Hochzeit des Todes (Erzählungen und Verse). 1921
- Der Bauernzorn (Dramatische Dichtung). 1922
- Täwas. Mit Holzschnitten von Benno Eggert. 1922
- Todes Tanz. Eine Reihendichtung. 1924
- Elsässer Idyllen und Elegien. 1925
- Wilhelm Waiblingers Konflikt. In: Schwäbische Gestalten und Landschaften: eine Skizzenreihe. Stuttgarter Neues Tagblatt, Stuttgart 1926 (Tagblatt-Schriften; 3), S. 36f.
- Bohème in Kustenz. Ein komischer Roman. 1929
- Der Narr mit der Hacke. 1930
- Das Bein. 1931
- Der starke Beilstein. 1938
- Der Rohrstock: Ein Schwank für Humanitäter. 1958
- Am Abgrund hin. Fragmente der Lebenserinnerungen. 1972
- Aschermittwochs-Parade. Erinnerungen aus einem Irrenhaus. 1973

## Ehrungen
- 1928: Kleist-Preis (zusammen mit Alfred Brust) für Der Bauernzorn
- 1931: Ehrenhonorar der Reichs-Rundfunk-Gesellschaft für Der Narr mit der Hacke
- 1938: Johann-Peter-Hebel-Preis „für seine stilistische Meisterschaft, für seine schöpferische Sprachkraft und seine Verwurzelung im oberrheinischen Raum“.
- 1962: Erwin-von-Steinbach-Preis für sein Gesamtwerk